# Grammopsis fallax
Grammopsis fallax là một loài bọ cánh cứng trong họ Cerambycidae.